# Nachsorgeklinik Tannheim
Die Nachsorgeklinik Tannheim ist eine als gemeinnützige GmbH geführte Nachsorgeklinik zur vierwöchigen Rehabilitation von Familien mit krebs-, herz- und mukoviszidosekranken Kindern, Jugendlichen und jungen Erwachsenen in Tannheim, einem Stadtteil von Villingen-Schwenningen in Baden-Württemberg.

## Geschichte
Der erste Spatenstich zum Bau der Klinik erfolgte 1995. Die Baukosten von 25,5 Millionen DM wurden zur Hälfte durch Spenden finanziert. Hierzu wurde im Dezember 1990 die „Kinderkrebsnachsorge – Klausjürgen-Wussow-Stiftung“, heute „Deutsche Krebskindernachsorge – Stiftung für das chronisch kranke Kind“, gegründet. Die Rehaklinik wurde am 14. November 1997 in Betrieb genommen und beschäftigt rund 150 Mitarbeiter (Stand 2016). Sie unterhält eine eigene Schule mit sieben Lehrern, die bis zu 40 Schüler unterrichten. Es gibt einen Kindergarten, einen Musik- und einen Werkraum sowie eine große physiotherapeutische Abteilung mit Hallenbad. Tausende Familien fanden bereits in der Nachsorgeklinik Hilfe. Trotz 100-prozentiger Auslastung arbeitet die Klinik nicht kostendeckend: Es fehlen 500.000 Euro im Jahr.

## Deutsche Kinderkrebsnachsorge
Die Deutsche Kinderkrebsnachsorge – Stiftung für das chronisch kranke Kind wurde im Dezember 1990 auf Initiative von unter anderen Klausjürgen Wussow, Carl Herzog von Württemberg und Christiane Herzog gegründet. Die bedeutendsten Projekte sind die Verwirklichung der Nachsorgeklinik Tannheim und die Unterstützung der ehemaligen Kindernachsorgeklinik Berlin-Brandenburg in Bernau bei Berlin. Beide Einrichtungen sind auf die Rehabilitation von Familien mit chronisch kranken Kindern spezialisiert. Außerdem leistet die Stiftung seit mehr als 20 Jahren durch ihren Hilfsfonds finanzielle Unterstützung für Familien, die durch die Krankheit des Kindes in Not geraten sind. Sie möchte allen Patienten, die eine Therapie brauchen, eine solche Familienorientierte Maßnahme ermöglichen. Seit 2001 setzt sich die Deutsche Kinderkrebsnachsorge mit einem speziellen Konzept für Familien ein, die ein Kind verloren haben. Stiftungsvorsitzende sind der Geschäftsführer in Tannheim Roland Wehrle und die Moderatorin Sonja Faber-Schrecklein. Vorsitzender des Stiftungsrates ist der ehemalige Ravensburger Landrat Kurt Widmaier.